# Función de Kohlrausch-Williams-Watts

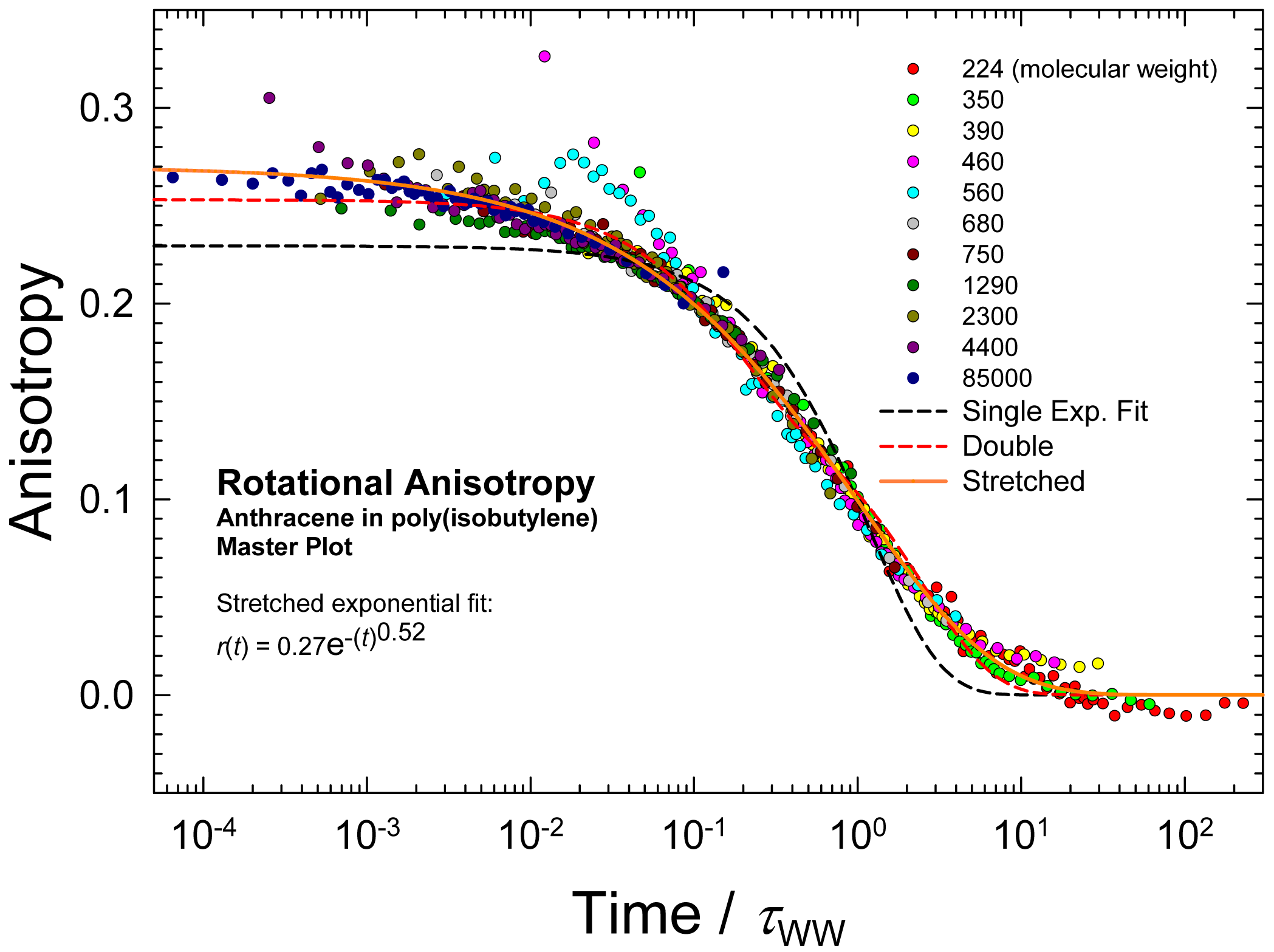
Figure 1. Illustration of the streched exponential fit. The data are rotational anisotropy of anthracene in polyisobutylene of several molecular masses. The plots have been made to overlap by dividing time (t) by the respective characteristic time constant.

La Función de Kohlrausch-Williams-Watts también conocida como función de estiramiento exponencial (KWW), es utilizada frecuentemente para describir empíricamente tasas de relajación de sistemas físicos poliméricos complejos.
- Datos: Q849591